# Valka (pagasts)
Valka (łot. Valkas pagasts)  − jedna z jednostek administracyjnych novadsu Valka na Łotwie. Leży przy granicy z Estonią. Jej siedziba mieści się we wsi Lugaži.

## Geografia
Rzeki: Gauja, Kaičupe, Kokšu, Pedele, Purgaile, Rikanda, Rīzupe, Seda, Žukupe.

## Historia
W 1945 rada parafii ustanowiła Valkę parafią po zlikwidowaniu sielsowietu o tej samej nazwie w 1947. Sielsowiet został jednak znowu przywrócony w 1949, a parafia zlikwidowana. 